# Yves Langlois (hockey sur gazon)
Pour les articles homonymes, voir Yves Langlois et Langlois.
Yves Langlois, né le 2 mai 1950, est un joueur français de hockey sur gazon.

## Carrière
Fils de Henry Langlois, joueur de hockey sur gazon de l'Iris hockey Lambersart, Yves Langlois évolue pour le club de son père dès l'âge de sept ans. Il joue son premier match en équipe de France junior à l'âge de 18 ans.
Avec l'équipe de France de hockey sur gazon, il dispute le Championnat d'Europe de hockey sur gazon 1970 (terminant quatrième), la Coupe du monde de hockey sur gazon masculin 1971 (terminant septième) et les Jeux olympiques d'été de 1972 (terminant douzième). Il met un terme à sa carrière internationale en 1977.